# 1. division 1945-1946
La 1. Division 1945-1946 è stata la 33ª edizione della massima serie del campionato danese di calcio conclusa con la vittoria del B 93, al suo nono titolo.
Capocannoniere del torneo fu Jørgen Leschly Sørensen (B 93) con 16 reti.

## Classifica finale
|    | Classifica    | G  | V  | N | P  | GF | GS | DR  | Pti |
| -- | ------------- | -- | -- | - | -- | -- | -- | --- | --- |
| 1  | B 93          | 18 | 13 | 2 | 3  | 61 | 29 | +32 | 28  |
| 2  | KB            | 18 | 11 | 2 | 5  | 48 | 22 | +26 | 24  |
| 3  | AB            | 18 | 8  | 5 | 5  | 42 | 33 | +9  | 21  |
| 4  | BK Frem       | 18 | 8  | 2 | 8  | 41 | 37 | +4  | 18  |
| 5  | Fremad Amager | 18 | 6  | 5 | 7  | 27 | 37 | -10 | 17  |
| 6  | B 1903        | 18 | 6  | 4 | 8  | 31 | 34 | -3  | 16  |
| 7  | Køge BK       | 18 | 6  | 3 | 9  | 35 | 48 | -13 | 15  |
| 8  | AGF           | 18 | 6  | 2 | 10 | 26 | 42 | -16 | 14  |
| 9  | Aalborg       | 18 | 6  | 2 | 10 | 19 | 38 | -19 | 14  |
| 10 | B 1909        | 18 | 4  | 5 | 9  | 27 | 37 | -10 | 13  |

## Verdetti
- B 93 campione di Danimarca 1945-46.
- B 1909 retrocesso.